# مقاطعة هانكوك (جورجيا)
مقاطعة هانكوك (بالإنجليزية: Hancock County)‏ هي إحدى المقاطعات في ولاية جورجيا في الولايات المتحدة الأمريكية.

## أعلام
- غود بريان
- حيرام جورج رونيلس
- ريتشارد مالكوم جونستون
- كولين أ. باتل